# エルヴィン・トイフェル

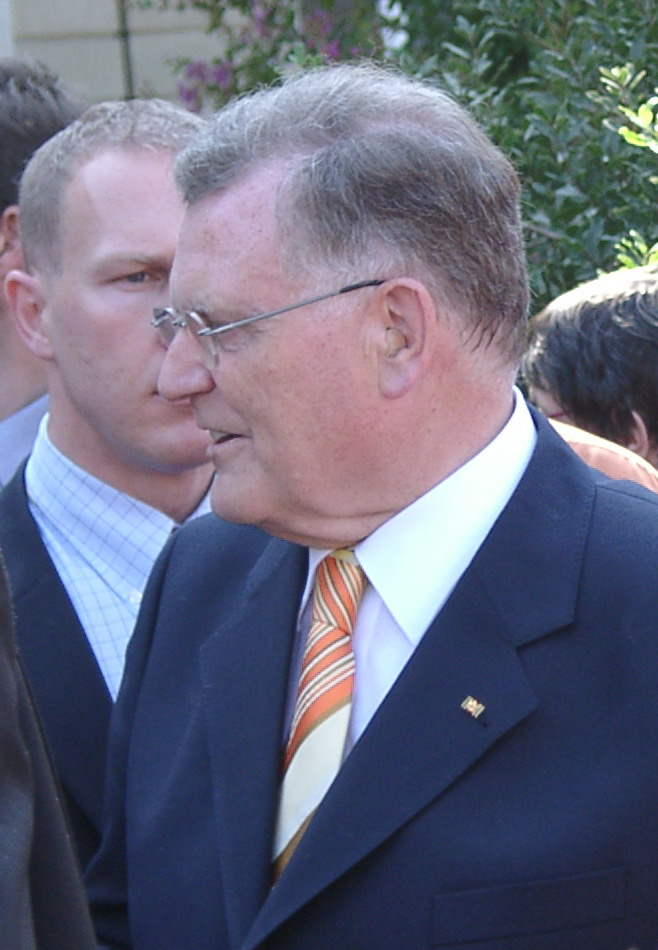
トイフェル（2004年）

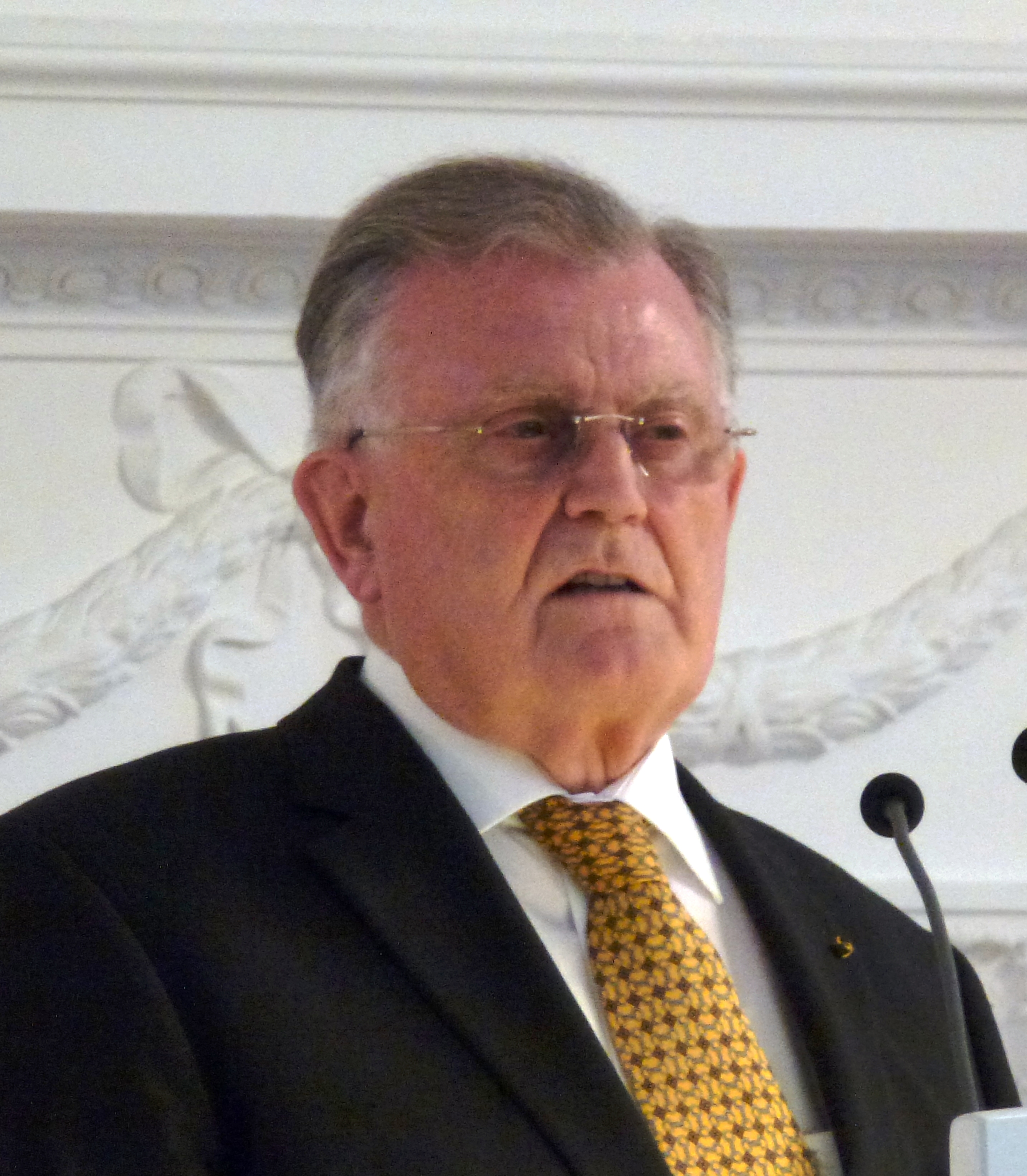
Erwin Teufel 2011

エルヴィン・トイフェル（Erwin Teufel、1939年9月4日 -  ）は、ドイツの政治家。キリスト教民主同盟（CDU）所属。1991年から2005年までバーデン＝ヴュルテンベルク州首相を務めた。また持ち回り順により1996年から1997年に連邦参議院議長を務めた。

## 来歴

### 経歴
バーデン＝ヴュルテンベルク州ロットヴァイル生まれ。ギムナジウムに入学するが、中等教育修了資格を得て学業を中断する。上級公務員教育を受け1961年に行政官国家試験に合格。故郷にドイツキリスト教民主同盟（CDU）の青年団Junge Unionの支部を設立し、1964年に当時史上最年少の25歳でロットヴァイル市長に当選する。1972年にバーデン＝ヴュルテンベルク州議会議員となり市長を退任したが、後任市長は弟のアルベルトだった。同年、同州のハンス・フィルビンガー州首相の内閣で内務政務次官、ついで環境保護政務次官となる。1978年、同州CDU州議会議員団長に就任。
1991年1月22日、ロタール・シュペート州首相の退任に伴い、後継の州首相および州の党代表に就任した。翌年の州議会選挙で議席を大幅に減らしたため、トイフェルはドイツ社会民主党（SPD）との大連立を余儀なくされた。1996年の州議会選挙では議席を取り戻して連立相手を自由民主党（FDP）に組み替え、この連立政権は2001年の州議会選挙でも勝利した。1992年から1998年まではCDUの連邦レベルでの副党首を兼任した。州首相の在任中、地域のエネルギー産業や放送局の統合を遂行し、バーデン＝ヴュルテンベルク州立銀行を設立、州都シュトゥットガルトに新メッセを建設した。また行政権限の下位の地方自治体（市庁や郡庁）への委譲を推進した。しかし財政赤字抑制は達成できず批判された。
長い党内対立ののち、2004年10月に翌年での州首相と党の州代表勇退を発表した。トイフェル自身は後継にアンネッテ・シャーヴァン州文化相を希望していたが、党内投票の結果若手で州議会議員団長のギュンター・エッティンガーが勝利し、2005年4月29日にエッティンガーに職を譲った。2006年の州議会選挙に出馬せず、政界を引退した。
退任後の2005年、アビトゥーアに合格していないにもかかわらず、トイフェルはミュンヘン哲学高等専門学校へ入学が許可されたが、大学入学資格の変更の遡及措置によるものと説明された。しかしトイフェルは2007年冬学期に同校を中退した。

### 人物・顕彰
夫人との間に四児。在任中はシュトゥットガルトにある州首相公邸に住まず、自宅から電車でシュトゥットガルトに通っていた。
宗派はカトリックで、ドイツ・カトリック中央評議会議員を務めた。トイフェルは学生団（ブルシェンシャフト）A・V・チェルスキア・テュービンゲン A.V. Cheruskia Tübingen名誉会員、カトリック学生友愛会の会員である。テュービンゲン大学、マサチューセッツ大学アマースト校、ルーマニアのティミショアラ農業大学、オラデア大学から名誉博士号。
苗字の「トイフェル」はドイツ語で「悪魔」を意味する。トイフェルの辞任が決まった2005年4月19日、折りしも新しいローマ教皇にヨーゼフ・ラッツィンガー枢機卿が選出され、その日のドイツ各紙には「ヨーゼフ・ラッツィンガーが新教皇に就任」「悪魔（トイフェル）が辞任を表明」という見出しが並んだ。